# Весёлый Кут (Васильковский район)
Весёлый Кут (укр. Веселий Кут) — село,
Дебальцевский сельский совет,
Васильковский район,
Днепропетровская область,
Украина.
Код КОАТУУ — 1220784103. Население по переписи 2001 года составляло 131 человек.

## Географическое положение
Село Весёлый Кут находится на правом берегу реки Верхняя Терса,
выше по течению на расстоянии в 1 км расположено село Софиевка (Новониколаевский район),
ниже по течению на расстоянии в 1 км расположено село Новотерсянское,
на противоположном берегу — село Николай-Поле (Новониколаевский район).
Рядом проходит автомобильная дорога Т-0408.